# Новосибирская ТЭЦ-5
Новосибирская ТЭЦ-5 — предприятие энергетики, теплоэлектроцентраль в Новосибирске, входит в структуру холдинга «Сибирская генерирующая компания». Расположена в Октябрьском районе. Одна из дымовых труб ТЭЦ высотой 260 метров является самым высоким сооружением Новосибирска.

## История

### Проект
В 1971 году принимается решение о сооружении новой электростанции в Новосибирске, ТЭЦ-5. Согласно постановлению Совета Министров СССР от 1971 года, местный филиал Теплоэлектропроекта начал проектирование станции. По замыслу проектировщиков, станция должна была стать одной из самых мощных теплоэлектроцентралей страны. Проект ТЭЦ-5 мощностью 1200 тысяч кВт разрабатывался под руководством главного инженера Б.А. Волощенко. Стоимость строительно-монтажных работ оценивалась в 100 млн рублей (в ценах тех лет).
Станция должна была начать работу уже в 1976 году, начав отапливать с построенной водогрейной котельной три района города (Дзержинский, Первомайский и Центральный), а также жилой массив Волочаевский. Пуск первого энергетического агрегата (из 12) был назначен на 1979 год.

### Строительство
Строительство станции велось силами двух организаций — трестами «Запсибтрансстрой» и «Сибэнергострой». Возведение одного из самых высоких сооружений станции — дымовой трубы (высотой 260 метров) началось в 1970-е годы.

### Пуск
В 1977 году была запущена котельная с котлом № 1, а через два года на ней работало уже 4 водогрейных котла.
Основные работы по первому энергоблоку закончились в 1985 году. В октябре того же года он был пущен в эксплуатацию.
Проектом предусматривалось возведение шести энергоблоков. К 1994 году на станции были введены в эксплуатацию пять блоков. Строительство шестого началось в том же 1994 году, но из-за сложной экономической ситуации в стране и проблем с финансированием проекта строительство энергоблока было заморожено. И только в сентябре 2004 года он был пущен в эксплуатацию.
Являлась конечным пунктом углепровода Белово-Новосибирск. Всего было сожжено 350 тысяч тонн водоугольного топлива.

### Переход на бурый уголь
С осени 2018 года Новосибирская ТЭЦ-5 перешла на сжигание бурых углей Бородинского разреза.

## Основное оборудование
Основное оборудование станции – 6 котлов и 6 турбоагрегатов, а ещё 7 пиковых водогрейных котлов.

## Золоотвалы

### История
Золоотвал № 1 был построен в конце 1987 года. Представляет собой заполненный отходами горения котлован с водой, глубиной 15 метров. В настоящее время, в соответствии с принятым решением, проводятся работы по его рекультивации.
В феврале 2006 года началось строительство первой очереди нового золоотвала № 2 для нужд станции. Строительство этого гидротехнического сооружения является плановым. Ввод первого комплекса нового золоотвала в эксплуатацию должен решить проблему сбора золовых отходов ТЭЦ-5 на ближайшие 5 лет. После этого начнётся наращивание второго и третьего ярусов. Площадь нового золоотвала составила 64 га, площадь пруда (поверхности водной глади) — 11 га, а окончательная высота гребня дамбы — 211 метров. Золоотвал уже закончен и функционирует.
В октябре 2016 года на Новосибирской ТЭЦ-5 была запущена новая багерная насосная станция (БНС) по откачке золосодержащих стоков. Комплекс гидротехнического сооружения ТЭЦ-5 состоит из золоотвалов, золошлакопровода длиной свыше 2 километров, плавучей насосной станции осветлённой воды и дренажной насосной станции. Строительство и ввод в эксплуатацию БНС является одной из ключевых задач: если станция не будет введена в назначенный срок, то НТЭЦ-5 не получит паспорт готовности к зиме. Компании «Модульные Системы Торнадо» поручена разработка и поставка программно-технического комплекса (ПТК) АСУТП БНС, комплексная наладка автоматизированной системы управления, включая наладку «полевого» и верхнего уровня. Кроме автоматизации работы багерной насосной проектом предусмотрена модернизация существующего и поставка дополнительного оборудования телемеханики для передачи телемеханической информации о работе БНС на центральный щит управления НТЭЦ-5.

### Эксплуатация
Первый пусковой комплекс второго золоотвала был принят в эксплуатацию, согласно графику в 2007 году, перед отопительным сезоном. Генеральным подрядчиком выступило ЗАО «Новосибирскэнергоспецремонт», проект выполнен компанией ОАО «Е4-СибКОТЭС», с учётом требований надзорных органов и экологических служб. Проект золоотвала представляет собой трёхъярусное гидротехническое сооружение: по мере заполнения первого яруса, наращивают дамбу и заполняют следующий, затем операцию повторяют, пока не заполнится весь золоотвал.
В комплекс сооружения входит золошлакопровод длиной свыше 2 километров, плавучая насосная станция осветлённой воды и дренажная насосная станция. Для обеспечения работы электрических систем будет установлено модульное распределительное устройство 6 кВ, при строительстве дополнительных ярусов золоотвал будет в частности дополнен насосными гидромониторами.

Градирни и станция

Полный проектный объём комплекса обеспечит складирование золошлаков от ТЭЦ-5 в течение 12 лет при номинальной мощности работы станции, при этом все сегменты золоотвала выполнены с учётом современных природоохранных технологий и одобрены экспертами-экологами Новосибирского комитета природных ресурсов.